# Lavardin (Loir i Cher)
Lavardin és un municipi francès al departament del Loir i Cher i a la regió del Centre-Vall del Loira. L'any 2007 tenia 220 habitants. A l'edat mitjana era la seu de la senyoria de Lavardin fins al 1130.

## Demografia

### Població
El 2007 la població de fet de Lavardin era de 220 persones. Hi havia 113 famílies, de les quals 52 eren unipersonals (32 homes vivint sols i 20 dones vivint soles), 41 parelles sense fills, 16 parelles amb fills i 4 famílies monoparentals amb fills.
La població ha evolucionat segons el següent gràfic:

### Habitatges
El 2007 hi havia 176 habitatges, 116 eren l'habitatge principal de la família, 48 eren segones residències i 12 estaven desocupats. 161 eren cases i 6 eren apartaments. Dels 116 habitatges principals, 95 estaven ocupats pels seus propietaris, 17 estaven llogats i ocupats pels llogaters i 3 estaven cedits a títol gratuït; 3 tenien una cambra, 11 en tenien dues, 24 en tenien tres, 27 en tenien quatre i 50 en tenien cinc o més. 64 habitatges disposaven pel capbaix d'una plaça de pàrquing. A 54 habitatges hi havia un automòbil i a 48 n'hi havia dos o més.

### Piràmide de població
La piràmide de població per edats i sexe el 2009 era:
| Homes | Edats   | Dones |
| ----- | ------- | ----- |
| 0     | 95 o +  | 0     |
| 0     | 90 a 94 | 0     |
| 8     | 85 a 89 | 4     |
| 12    | 80 a 84 | 8     |
| 0     | 75 a 79 | 4     |
| 8     | 70 a 74 | 12    |
| 12    | 65 a 69 | 0     |
| 8     | 60 a 64 | 16    |
| 4     | 55 a 59 | 0     |
| 24    | 50 a 54 | 12    |
| 4     | 45 a 49 | 12    |
| 0     | 40 a 44 | 4     |
| 12    | 35 a 39 | 20    |
| 12    | 30 a 34 | 8     |
| 12    | 25 a 29 | 4     |
| 0     | 20 a 24 | 4     |
| 12    | 15 a 19 | 28    |
| 8     | 10 a 14 | 12    |
| 8     | 5 a 9   | 16    |
| 8     | 0 a 4   | 4     |

## Economia
El 2007 la població en edat de treballar era de 125 persones, 93 eren actives i 32 eren inactives. De les 93 persones actives 89 estaven ocupades (45 homes i 44 dones) i 4 estaven aturades (4 homes). De les 32 persones inactives 16 estaven jubilades, 7 estaven estudiant i 9 estaven classificades com a «altres inactius».

### Ingressos
El 2009 a Lavardin hi havia 110 unitats fiscals que integraven 222 persones, la mediana anual d'ingressos fiscals per persona era de 19.383 €.

### Activitats econòmiques
Dels 7 establiments que hi havia el 2007, 1 era d'una empresa de comerç i reparació d'automòbils, 1 d'una empresa de transport, 2 d'empreses d'hostatgeria i restauració, 1 d'una empresa financera, 1 d'una empresa de serveis i 1 d'una entitat de l'administració pública.
Els 2 serveis als particulars que hi havia el 2009 eren restaurants.
L'any 2000 a Lavardin hi havia 5 explotacions agrícoles.

## Poblacions més properes
El següent diagrama mostra les poblacions més properes.